# Gandhi to Hitler
Pour plus de détails, voir Fiche technique et Distribution.
Gandhi to Hitler, littéralement en français : de Gandhi à Hitler, est un film dramatique du cinéma indien, réalisé en 2011, par Rakesh Ranjan Kumar (en). Le film est sorti aux États-Unis, sous le titre Dear Friend Hitler (en français : Cher ami Hitler). Il est basé sur des lettres écrites par Mohandas Gandhi au leader du parti nazi et chancelier d'Allemagne Adolf Hitler. Le film, avec Raghubir Yadav (en) dans le rôle d'Adolf Hitler et Neha Dhupia dans celui d'Eva Braun est réalisé par Rakesh Ranjan Kumar (en) et produit par Anil Kumar Sharma sous la maison de production Amrapali media vision. Il est projeté au 61e Festival international du film de Berlin où il reçoit des critiques négatives. Film Business Asia en dit que « malgré le titre provocateur, le film n'est pas un hommage au Führer meurtrier ». Il est présenté en première, en Inde, le 29 juillet 2011.

## Synopsis
Le film se déroule pendant la Seconde Guerre mondiale et se concentre sur les lettres écrites par Mohandas Gandhi (Avijit Dutt) à Adolf Hitler (Raghubir Yadav), et sur la relation d'Hitler avec son amante de longue date Eva Braun (Neha Dhupia), qu'il a épousée dans ses derniers jours dans le bunker de Berlin où ils sont morts. Le film dépeint la différence entre les idéologies de Gandhi et d'Hitler et affirme la supériorité du gandhisme (en) sur le nazisme.

## Fiche technique
Sauf indication contraire, les informations mentionnées dans cette section peuvent être confirmées par la base de données cinématographiques IMDb,  présente dans la section « Liens externes ».
- Titre : Gandhi to Hitler
- Titre américain : Dear Friend Hitler
- Réalisation : Rakesh Ranjan Kumar (en)
- Scénario : Rakesh Ranjan Kumar
- Musique : Arvind-Lyton - Sanjoy Chowdhury (en)
- Production :  Dr. Anil Kumar Sharma - Amrapali Media Vision Pvt. Ltd.
- Langue : Hindi
- Genre : Drame
- Durée : 108 minutes (1 h 48)
- Dates de sorties en salles :
  -  Inde : 29 juillet 2011

## Crédit d'auteurs
- (en) Cet article est partiellement ou en totalité issu de l’article de Wikipédia en anglais intitulé « Dear Friend Hitler » (voir la liste des auteurs).